# Tipula (Acutipula) lhabu
Tipula (Acutipula) lhabu is een tweevleugelige uit de familie langpootmuggen (Tipulidae). De soort komt voor in het Oriëntaals gebied.